# IC 1987/2
IC 1987/2 је галаксија у сазвијежђу Мрежица која се налази на листи објеката дубоког неба у Индекс каталогу.
Деклинација објекта је - 55° 3' 17" а ректасцензија 3h 40m 9,6s. Привидна величина (магнитуда) објекта IC 1987 износи 15,5 а фотографска магнитуда 16,5. IC 19872 је још познат и под ознакама ESO 156-4, PGC 2801162.